# Ilhéus das Formigas
Os Ilhéus das Formigas localizam-se no oceano Atlântico a norte da ilha de Santa Maria, no arquipélago dos Açores. Administrativamente encontram-se na área de jurisdição da Capitania dos Portos de Vila do Porto. Apesar de quase sempre referidos entre as ilhas do Grupo Oriental, são um dos locais menos conhecidos do arquipélago. Aqui se situa ainda o recife de Dollabarat.
O farol das Formigas está localizado no ilhéu mais a sul, sendo um dos "ex libris" da farolagem açoriana, marcando com o seu perfil característico a paisagem oceânica do recife.

## História

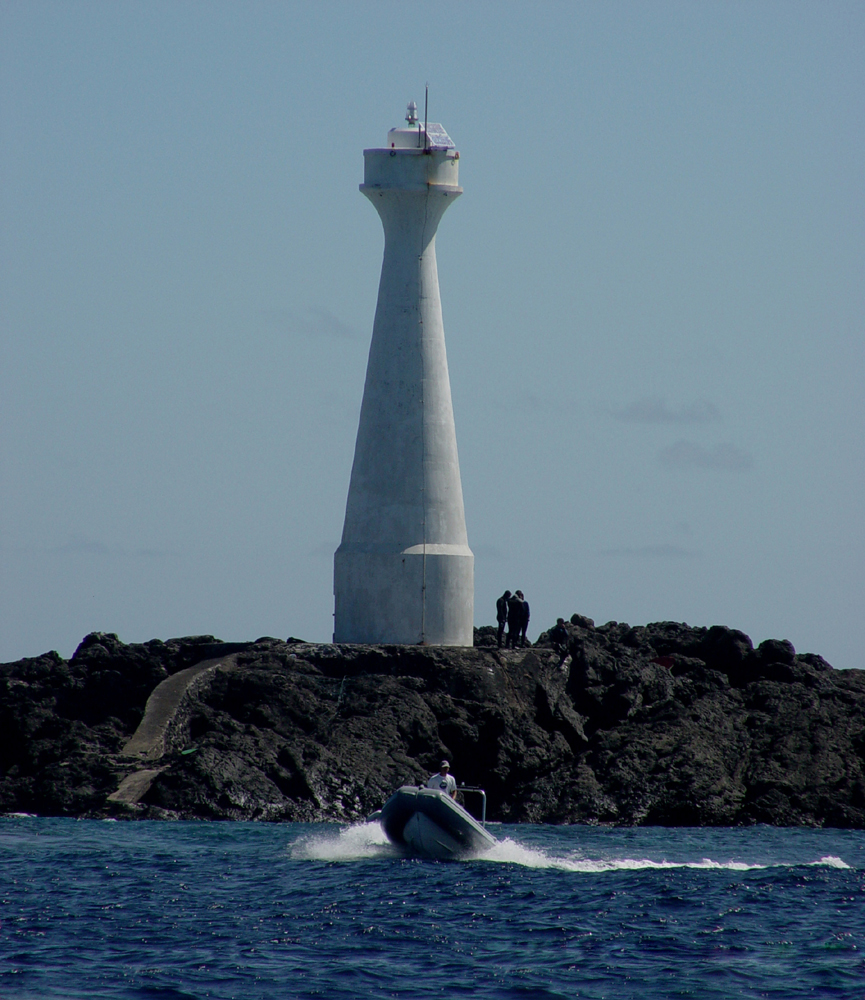
O farol das Formigas.

Os ilhéus terão sido avistados por Gonçalo Velho Cabral, em 1431, na sua viagem em busca das ilhas achadas pelo piloto Diogo de Silves.
O cronista Gaspar Frutuoso assim os descreveu:
"Pelas informações e notícia que o Infante D. Henrique tinha destas ilhas dos Açores, (…), ou porque Deus lho inspirava para bem destes reinos, no ano do Senhor de mil e quatrocentos e trinta e um, reinando em Portugal El-Rei D. João, de Boa Memória, décimo em número e primeiro do nome, tendo o dito Infante em sua casa um nobre fidalgo e esforçado cavaleiro, chamado Frei Gonçalo Velho das Pias, comendador do castelo de Almourol, que está sobre o Rio Tejo, arriba da vila de Tancos, de quem, por sua virtude, grande esforço e prudência, tinha muita confiança, o mandou descobrir destas ilhas dos Açores a ilha de Santa Maria, (…); o qual, aparelhando o navio com as coisas necessárias para sua viagem, partiu no dito ano da vila de Sagres e, navegando com próspero vento para o Ocidente, depois de passados alguns dias de navegação, teve vista de uns penedos que estão sobre o mar e se vêem da ilha de Santa Maria, e de uns marulhos que fazem outros que estão ali perto, debaixo do mar, chamados agora todos Formigas, nome imposto por ele, ou por serem pequenos como formigas, em comparação das ilhas, ou porque ferve ali o mar, como as formigas fervem na obra que fazem; de qualquer maneira que seja, estas Formigas são uns baixos perigosos de rocha e penedia, que estão em trinta e sete graus e meio de altura da parte do Norte setentrional, pouco levantados sobre o mar. (…)
O que destes baixos aparece sobre a água do mar tem no princípio um grande e alto penedo, e na outra ponta outro mais baixo e pequeno, e, do alto até o mais baixo, corre a compridão delas como do Nordeste a Su-sudoeste, e a ponta mais delgada delas, que é o penedo mais baixo, vai direita à ilha de Santa Maria, esvarando pela banda do Norte da mesma ilha. Têm estas Formigas, do penedo grande à outra ponta do outro penedo mais pequeno (…), tanto como um bom tiro de besta. O penedo maior, que é a cabeça deste baixo, é de altura de uma casa sobradada, e, deste penedo para a ponta, que é outro penedo um pouco mais baixo, corre em altura de casa térrea. Assim que são três alturas diferentes, porquanto têm os meios mais baixos. E há um canal entre o penedo grande e o outro baixo mais baixo, por onde passam barcos de banda à banda, e aqui, neste canal, morre muito peixe de muitas maneiras nas bocas dele, e morrem também escolares. E da banda de Leste se abrigam os barcos a este penedo grande de todo o temporal que corre contrário de rosto ao Leste. A largura deste baixo será tanto como vinte côvados, de três palmos cada côvado, a lugares mais e a lugares menos. E da banda do Sul está outro baixo arredado, que é o penedo mais pequeno da outra ponta, por entre o qual e o baixo do meio pode passar um barco. E estes penedos dos cabos, assim o grande como o pequeno, chamam os mareantes Cuadas, porque são os extremos e pontas de todo este baixo, que está sobre o mar. (…)
Nestes baixos há muitos caranguejos, lapas, cracas e búzios, em tanta quantidade, que é coisa de espanto ver a multidão deste marisco. (…) Da Cuada, ou cabo deste grande e mais alto penedo, direito ao Sueste, espaço de uma légua, demora outro baixo debaixo do mar, ficando-lhe o outro alto ao Noroeste, de maneira que estão ambos Noroeste Sueste. Este baixo, que chamam o Raso, é muito mais perigoso que o outro alto, de que mais se temem os mareantes, e onde os navios se perdem; e são três baixas debaixo do mar, com três eiras entrempadas como em triângulo, que farão todas três estendidas e o mar, que no meio se mete, quantidade de três alqueires de terra. Por muito manso e chão que esteja o mar, receia qualquer barco, por pequeno que seja, de se meter entre elas, pelo grande fervor que a água ali trás. Com baixa-mar, podem ser sobre estas baixas sete ou oito palmos de água, e com mar grosso (porque cava, então, muito), tudo aparece branco e quase se descobrem. Dizia um Álvaro Gonçalves Maranhão, mareante da cidade da Ponta Delgada, que já vira nestas baixas calhaus como de lastro de navio, que parece que ali em algum tempo de tormenta se perdera.
Neste baixo, e ao redor dele, em barcos, se faz a pescaria principal, onde morre peixe escolar e de toda sorte. Mas os barcos que pescam nele, por ser tão perigoso para de noite dormirem no mar, que é ali roleiro, logo se acolhem dele ao penedo grande, onde estão mais seguros. (…)
Vindo a estas Formigas Frei Gonçalo Velho no novo descobrimento (…), não achando ilha frutuosa e fresca, senão estéreis e feios penedos, e, em lugar de terras altas e seguras, vendo somente baixas pedras, tão baixas e perigosas, cuidando e suspeitando ele e os da sua companhia que o Infante seu senhor se enganara, julgando aquela pobre penedia por uma rica ilha, não entendendo todos eles com esta suspeita que havia mais que descobrir, se tornaram desgostosos ao Algarve, donde partiram, sem mais ver outra coisa que terra parecesse, e dando esta nova ao Infante D. Henrique, juntamente dizendo seu parecer, que não havia por este mar outras terras senão aquelas duras pedras que nele somente acharam."

## Características
Os ilhéus encontram-se 37 quilómetros a nordeste da ilha de Santa Maria e a 63 quilómetros sudeste da ilha de São Miguel. A sua disposição forma um alinhamento Norte-Sul com um comprimento total de 165 metros e uma largura de cerca de 80 metros. A sua área emersa é de cerca de 0,9 hectares, distribuídos por oito rochedos muito baixos, o mais elevado dos quais, o Formigão, elevando-se a apenas 11 metros acima do nível do mar, pelo que são naturalmente desabitados.
Do ponto de vista geológico, os ilhéus são formados, essencialmente, por escoadas de basalto, interrompidas por veios calcários que contêm fósseis de invertebrados marinhos que remontam, possivelmente, ao Miocénico.
As águas circundantes são de grande importância ecológica devido à diversidade de vida marinha que albergam e ao facto de constituírem local de reprodução e alimentação para muitas espécies incluindo tubarões, tartarugas e vários cetáceos.

## A proteção legal
Em 1988, pelo  Decreto Legislativo Regional n.º 11/88/A, de 4 de Abril (posteriormente alterado pelo Decreto Legislativo Regional n.º 8/90/A, de 17 de Maio), foi criada a Reserva Natural dos Ilhéus das Formigas, que compreende tanto a área emersa dos ilhéus como uma extensa área marítima adjacente que inclui o recife submerso denominado Dollabarat.
Em 2003, a Reserva Natural foi reclassificada em Reserva Natural Regional pelo Decreto Legislativo Regional n.º 26/2003/A, de 27 de Maio, que revoga os decretos acima mencionados e procede a uma revisão dos limites e das medidas básicas de protecção. Atualmente a demarcação da Reserva é feita por um rectângulo limitado a norte pelo paralelo 37º 21’ N, a sul pelo paralelo 37º 09’ N, a este pelo meridiano 24º 37’ W e a oeste pelo meridiano 24º 53’ W. A área coberta protegida tem 52 527 ha e pretende proteger os ilhéus, a coluna de água, os fundos e os recursos marinhos associados ao Banco das Formigas.
Nesta área são interditos:
- quaisquer actividades de pesca, apanha ou colheita de organismos marinhos (incluindo caça submarina), com ou sem auxílio de embarcação, à excepção da pesca comercial de atum com linha de mão ou salto e vara, exercida por embarcações que integrem o sistema MONICAP;
- a colheita de material geológico ou arqueológico ou a sua exploração sem autorização emitida pela entidade competente;
- a perturbação, por qualquer meio, das aves que se acolhem nos ilhéus;
- o abandono de qualquer tipo de resíduos.

O diploma que enquadra a Reserva Natural Regional obriga a que esta seja dotada de um plano de ordenamento a elaborar no prazo máximo, entretanto expirado, de 3 anos.
O Banco das Formigas é uma área de grande relevância internacional para conservação marinha, ostentando já classificações como Sítio de Interesse Comunitário, ao abrigo da Directiva Habitats, foi integrada na Rede Natura 2000 e é uma Área Marinha Protegida ao abrigo da Convenção OSPAR. A sua inclusão na rede mundial da UNESCO de reservas marinhas da biosfera foi também proposta, encontrando-se em análise.
O almirante Manuel Maria Sarmento Rodrigues, grande conhecedor dos mares dos Açores, faz dos ilhéus a seguinte descrição[carece de fontes?]:
"Tem esta denominação um grupo de ilhéus, alguns deles simples rochedos, o mais alto dos quais, e também um dos mais pequenos, está apenas 5 metros acima do nível médio do mar. É o chamado Formigão. Os dois maiores, muito baixos e apenas separados por um estreito canal, têm no conjunto um comprimento de 180 metros no sentido N-S, e cerca de 40 metros de largura. As Formigas coroam um banco de cerca de 7 milhas [13 km] de extensão e 3 [5,5 km] de largura, situado 23 milhas [43 km] a NE de Santa Maria. O banco estende-se numa direcção NW/SE, estando os ilhéus na parte NW. Em redor destes não existem perigos submersos - além das rochas e baixos que se estendem até cerca de 700 metros para Sul e para Norte do farol - nem tão pouco sobre a restante parte do banco, onde as profundidades nunca descem abaixo dos 30 metros, à excepção de um pequeno ponto na parte SE, o Dollabarat, onde há uma sonda de 3 metros somente. As Formigas constituem um autêntico escolho para a navegação. De dia são visíveis a cerca de 10 milhas [19 km]; mas com neblina e sem radar pode encalhar-se no Dollabarat (sonda reduzida 3,3 m) sem que o Formigão ou o farol nos tenham prevenido. Os ilhéus não apresentam interesse algum para o navegante, porque praticamente não dão apreciável abrigo. Contudo pode-se nele desembarcar, com bom tempo, devendo a aproximação ser feita vinda de leste, rumo ao farol, junto do qual há um pequeno cais."